# Meredith Brooks
Meredith Ann Brooks (* 12. Juni 1958 in Oregon City, Oregon) ist eine US-amerikanische Sängerin, Gitarristin und Songwriterin.

## Leben und Karriere
Nach dem Besuch der Corvallis High School in Corvallis arbeitete Brooks ab 1974 in der Musikszene. In den frühen 1980er Jahren zog sie nach Los Angeles. Zu dieser Zeit nahm sie die Lieder auf, die später auf ihrem Album See It Through My Eyes veröffentlicht wurden. Ende der 1980er Jahre und Anfang der 1990er Jahre war sie Mitglied der Band The Graces, die im Jahr 1989 ein Album A Perfect View veröffentlichten.
1995 konnte Brooks einen Plattenvertrag beim Major-Label Capitol Records abschließen. Ihre erste Single „Bitch“ wurde 1997 ein großer Erfolg, erreichte Platz zwei der US-Charts und brachte ihr eine Nominierung für den Grammy als Beste weibliche Rocksängerin ein. Ihr Album Blurring the Edges erlangte Platin und kam auf Platz 22 der Billboard 200. 1997 und 1998 führten sie ihre Tourneen durch Europa und die USA. Brooks nahm 1999 ihr zweites Album auf und veröffentlichte es unter dem Titel Deconstruction. Es unterschied sich sehr von seinem Vorgänger Blurring the Edges. Das Album war ein Misserfolg. Den Song Sin City schrieb sie für den Film Snake Eyes ihres Freundes Brian De Palma. 2002 brachte Brooks ihr drittes Album unter dem Titel Bad Bad One beim Independent-Label Gold Circle Records heraus. Kurz nach Erscheinen des Albums konnte das insolvente Label das Album allerdings nicht wirksam bewerben. Auch eine Tournee war aus finanziellen Gründen nicht möglich.
Brooks produzierte im Jahr 2002 das Album BareNaked von Jennifer Love Hewitt und trat im Programm Divas Las Vegas zusammen mit Céline Dion und Anastacia als Gitarristin auf. 2004 unterschrieb Brooks einen neuen Vertrag mit SLG Records und veröffentlichte ihr Album Shine. Der Titelsong wurde vom TV-Psychologen Dr. Phil McGraw in seiner Show verwendet. 2007 veröffentlichte sie ein Kinderliederalbum unter dem Titel If I could be....

## Diskografie

### Studioalben
| Jahr | Titel                  | Höchstplatzierung, Gesamtwochen, AuszeichnungChartplatzierungen (Jahr, Titel, Platzierungen, Wochen, Auszeichnungen, Anmerkungen) | Höchstplatzierung, Gesamtwochen, AuszeichnungChartplatzierungen (Jahr, Titel, Platzierungen, Wochen, Auszeichnungen, Anmerkungen) | Höchstplatzierung, Gesamtwochen, AuszeichnungChartplatzierungen (Jahr, Titel, Platzierungen, Wochen, Auszeichnungen, Anmerkungen) | Höchstplatzierung, Gesamtwochen, AuszeichnungChartplatzierungen (Jahr, Titel, Platzierungen, Wochen, Auszeichnungen, Anmerkungen) | Höchstplatzierung, Gesamtwochen, AuszeichnungChartplatzierungen (Jahr, Titel, Platzierungen, Wochen, Auszeichnungen, Anmerkungen) | Anmerkungen                              |
| Jahr | Titel                  | DE | AT | CH | UK | US | Anmerkungen                              |
| ---- | ---------------------- | --- | --- | --- | --- | --- | ---------------------------------------- |
| 1997 | Blurring the Edges     | DE7 (17 Wo.)DE | AT5 Gold · (18 Wo.)AT | CH6 Gold · (22 Wo.)CH | UK5 Gold · (14 Wo.)UK | US22 Platin · (47 Wo.)US | Erstveröffentlichung: 5. Mai 1997        |
| 1997 | See It Through My Eyes | — | — | — | — | — | Erstveröffentlichung: 11. November 1997  |
| 1999 | Deconstruction         | DE95 (1 Wo.)DE | AT42 (2 Wo.)AT | CH30 (5 Wo.)CH | — | — | Erstveröffentlichung: 28. September 1999 |
| 2002 | Bad Bad One            | — | — | — | — | — | Erstveröffentlichung: 21. Mai 2002       |
| 2007 | If I Could Be...       | — | — | — | — | — | Erstveröffentlichung: 25. September 2007 |

### Singles
| Jahr | Titel Album                                   | Höchstplatzierung, Gesamtwochen, AuszeichnungChartplatzierungen (Jahr, Titel, Album, Platzierungen, Wochen, Auszeichnungen, Anmerkungen) | Höchstplatzierung, Gesamtwochen, AuszeichnungChartplatzierungen (Jahr, Titel, Album, Platzierungen, Wochen, Auszeichnungen, Anmerkungen) | Höchstplatzierung, Gesamtwochen, AuszeichnungChartplatzierungen (Jahr, Titel, Album, Platzierungen, Wochen, Auszeichnungen, Anmerkungen) | Höchstplatzierung, Gesamtwochen, AuszeichnungChartplatzierungen (Jahr, Titel, Album, Platzierungen, Wochen, Auszeichnungen, Anmerkungen) | Höchstplatzierung, Gesamtwochen, AuszeichnungChartplatzierungen (Jahr, Titel, Album, Platzierungen, Wochen, Auszeichnungen, Anmerkungen) | Anmerkungen                          |
| Jahr | Titel Album                                   | DE | AT | CH | UK | US | Anmerkungen                          |
| ---- | --------------------------------------------- | --- | --- | --- | --- | --- | ------------------------------------ |
| 1997 | Bitch Blurring the Edges                      | DE19 (21 Wo.)DE | AT5 (19 Wo.)AT | CH10 (23 Wo.)CH | UK6 Platin · (10 Wo.)UK | US2 Gold · (30 Wo.)US | Erstveröffentlichung: April 1997     |
| 1997 | I Need Blurring the Edges                     | — | — | — | UK28 (4 Wo.)UK | — | Erstveröffentlichung: November 1997  |
| 1998 | What Would Happen Blurring the Edges          | — | — | — | UK49 (2 Wo.)UK | US46 (10 Wo.)US | Erstveröffentlichung: Februar 1998   |
| 1999 | Lay Down (Candles in the Rain) Deconstruction | DE96 (3 Wo.)DE | — | — | — | — | Erstveröffentlichung: September 1999 |

Weitere Singles
- 1998: Stop
- 1999: Shout
- 2004: Shine
- 2004: You Don't Know Me
- 2004: Where Lovers Meet

## Auszeichnungen für Musikverkäufe
| Goldene Schallplatte - Neuseeland - 1997: für die Single Bitch - Niederlande - 1998: für das Album Blurring the Edges - Norwegen - 1997: für das Album Blurring the Edges - Spanien - 1997: für das Album Blurring the Edges | Platin-Schallplatte - Australien - 1997: für die Single Bitch 2× Platin-Schallplatte - Kanada - 1999: für das Album Blurring the Edges |

Anmerkung: Auszeichnungen in Ländern aus den Charttabellen bzw. Chartboxen sind in ebendiesen zu finden.
| Land/RegionAuszeichnungen für Musikverkäufe (Land/Region, Auszeichnungen, Verkäufe, Quellen) | Gold     | Platin     | Verkäufe  | Quellen                   |
| -------------------------------------------------------------------------------------------- | -------- | ---------- | --------- | ------------------------- |
| Australien (ARIA)                                                                            | —        | Platin1    | 70.000    | aria.com.au               |
| Kanada (MC)                                                                                  | —        | 2× Platin2 | 200.000   | musiccanada.com           |
| Neuseeland (RMNZ)                                                                            | Gold1    | —          | 5.000     | aotearoamusiccharts.co.nz |
| Niederlande (NVPI)                                                                           | Gold1    | —          | 50.000    | nvpi.nl                   |
| Norwegen (IFPI)                                                                              | Gold1    | —          | 25.000    | ifpi.no                   |
| Österreich (IFPI)                                                                            | Gold1    | —          | 25.000    | ifpi.at                   |
| Schweiz (IFPI)                                                                               | Gold1    | —          | 25.000    | hitparade.ch              |
| Spanien (Promusicae)                                                                         | Gold1    | —          | 30.000    | elportaldemusica.es       |
| Vereinigte Staaten (RIAA)                                                                    | Gold1    | Platin1    | 1.500.000 | riaa.com                  |
| Vereinigtes Königreich (BPI)                                                                 | Gold1    | Platin1    | 800.000   | bpi.co.uk                 |
| Insgesamt                                                                                    | 8× Gold8 | 5× Platin5 |           |                           |